# Chuck Willis
Chuck Willis, geboren als Harold Willis (Atlanta, 31 januari 1926 - aldaar, 10 april 1958), was een Amerikaanse blues- en r&b-zanger en songwriter. Zijn grootste hits C.C. Rider (1957) en What Am I Living For (1958), bereikten beide de nummer 1 in de Billboard r&b-hitlijst. Hij stond bekend als 'The King of the Stroll' vanwege zijn uitvoering van de dans The Stroll uit de jaren 1950.

## Carrière
Willis werd gespot op een talentenjacht door radio-diskjockey Zenas Sears uit Atlanta, die zijn manager werd en hielp hem te tekenen bij Columbia Records in 1951. Na één single begon Willis met opnemen bij de Columbia-dochteronderneming Okeh Records. Tijdens zijn verblijf bij Okeh vestigde hij zich als een populaire r&b-zanger en songwriter, met materiaal dat hij zelf schreef. In 1956 verhuisde hij naar Atlantic Records waar hij onmiddellijk succes had met It's Too Late, Juanita en Love Me Cherry.
Zijn meest succesvolle opname was C.C. Rider, die in 1957 bovenaan de Amerikaanse Billboard r&b-hitlijst stond en ook overstak en goed verkocht in de popmarkt. Jerry Wexler zei dat het Willis' verrassende idee was om een oude standard te doen in plaats van een van zijn eigen nummers. C.C. Rider was een remake van een blues van twaalf maten, uitgevoerd door Ma Rainey in Atlanta voordat Willis werd geboren. De ontspannen beat, gecombineerd met een zachte achtergrond en refrein van de vibrafoon, inspireerde de opkomst van de populaire dans The Stroll. Bij optredens op het podium zouden Willis en zijn groep deze stap zij aan zij doen. Dick Clark speelde C.C. Rider bij American Bandstand en The Stroll werd een populaire dans. Willis' opvolger was Betty and Dupree, een ander stroll-nummer en een vergelijkbare oude standard, die het ook goed deed. Wexler zei dat Dick Clark Betty and Dupree bij American Bandstand gebruikte om The Stroll te begeleiden en dat is hoe Willis bekend werd als King of The Stroll. Willis' single Going to the River, een song van Dave Bartholomew en Fats Domino, was een prototype voor zijn stroll-geluid en bereikte nummer 4 in de r&b-hitlijst.
Willis trad op met een tulband (een gimmick die hem werd voorgesteld door zijn vriend Screamin' Jay Hawkins) en stond ook bekend als de 'Sheik of Shake'. In het begin van de jaren 1950 presenteerde en trad hij op in een wekelijkse tv-show op zaterdagavond in Atlanta, met gastartiesten als Ray Charles en Sam Cooke die door de stad reisden.

## Songwriting
Willis benaderde songwriting met nauwgezet vakmanschap en het resultaat was geletterd, soulvol en melancholisch. Hij introduceerde geen nummer in de studio totdat het een gepolijst product was en volledig in zijn hoofd was uitgewerkt. Hij gebruikte verschillende methoden.

## Invloeden
Een vroege hit van Okeh, Don't Deceive Me (Please Don't Go) werd zijn meest gecoverde nummer met versies van Ruth Brown, Little Richard, Screamin' Jay Hawkins, James Brown en Delaney & Bonnie. Het werd ook gebruikt als de titel van een aflevering van Grey's Anatomy (seizoen 7, aflevering 13, 2011).
Zijn hit, de bluesballad It's Too Late, werd gecoverd door andere artiesten, waaronder Otis Redding, Roy Orbison, Buddy Holly & the Crickets, Ted Taylor (1969 single), Freddie King, Derek & the Dominos en de Jerry Garcia Band. In 2005 werd Redding's versie zwaar gesampled door Kanye West op Late Registration's Gone.
Elvis Presley coverde I Feel So Bad en C.C. Rider. The Five Keys en Peaches & Herb hadden hits met Close Your Eyes en Ruth Brown en Conway Twitty hadden hits met Oh What a Dream.
De band coverde Hang Up My Rock and Roll Shoes op hun livealbum Rock of Ages uit 1972.

## Overlijden
Willis had jarenlang last van maagzweren. Hij stond erom bekend veel te drinken. Tijdens een operatie in Chicago overleed Willis op 10 april 1958 op 32-jarige leeftijd aan buikvliesontsteking.
Zijn vroegtijdige dood vond plaats op het hoogtepunt van zijn carrière, net na het uitbrengen van zijn laatste single What Am I Living For, ondersteund door Hang Up My Rock and Roll Shoes. Hang Up My Rock & Roll Shoes was eigenlijk de A-kant van de single, maar na zijn dood werd What Am I Living For de meest populaire van de twee nummers. Van What Am I Living For werden meer dan een miljoen exemplaren verkocht en bekroond met een gouden schijf. Het was ook de beste r&b-schijf van 1958. Dit was de eerste rock-'n-roll-plaat die in stereo werd uitgebracht, ontworpen door Tom Dowd van Atlantic Records.
Toen Willis stierf, was hij veel geld verschuldigd aan de Amerikaanse regering, omdat hij de band uit eigen zak betaalde zonder ooit belasting af te trekken. ... Toen hij stierf, had zijn vrouw het huis, bontjassen en de Cadillac, maar er was geen geld.
- Bibsys: 1009586
- Biblioteca Nacional de España: XX1160470
- Bibliothèque nationale de France: cb139012107 (data)
- Gemeinsame Normdatei: 134570715
- International Standard Name Identifier: 0000 0001 1878 1755
- Library of Congress Control Number: n93041991
- MusicBrainz: 91becfb7-003a-40c5-affa-24876b90a3e3
- Nationale Bibliotheek van Israël: 987007406766205171
- Nederlandse Thesaurus van Auteursnamen: 073042242
- Trove: 810665
- Virtual International Authority File: 76501873
- WorldCat: E39PBJkMMQJxVhdfMQRdt4YByd